# Wordfast
Wordfast是一款翻译记忆软件。它为自由译者、语言服务供应者与跨国公司提供了翻译记忆独立平台的解决方案，在市场上拥有超过2万个应用方。

## 历史
1999年，Wordfast由伊夫·商博良创立于法国巴黎。在翻译与本地化产业中，商博良作为自由译者、项目经理和顾问，25年有余，经验丰富。伊夫·商博良 （页面存档备份，存于）是成功译解罗塞塔石碑的埃及学家让-弗朗索瓦·商博良的旁系子孙。
1999年，伊夫·商博良开发了最初的Wordfast软件，它由一整套宏命令组成，可以在微软Word 97或更高版本中运行。截至2002年底，这个基于微软Word的工具（现称为Wordfast经典版）是一个免费软件。通过口口相传，在译者最常使用的翻译记忆软件中，Wordfast位居第二。
2009年1月，Wordfast发布了Wordfast翻译工作室版（Wordfast Translation Studio），它包括Wordfast经典版和Wordfast专业版。后者是一个独立、基于Java的翻译记忆工具。

## 产品
Wordfast软件为用户提供了Wordfast翻译工作室版。根据WFTS协议，用户可得到以下工具：
Wordfast经典版
最初基于微软Word的翻译记忆工具。
Wordfast专业版
独立的多平台（Windows，苹果操作系统，Linux）翻译记忆工具。它自带过滤器，可处理多种文件格式，并提供基本的自由译者所需的批量分析（可分析多达20个文件）。
附加工具
一套旨在帮助Wordfast经典版译者执行特定高级功能（如文本提取与对齐）的免费工具。
VLTM项目（超大翻译记忆）
用户可以利用公共的超大翻译记忆内容，也可以设立一个私人工作组，与合作译者共享翻译记忆。
其他产品包括：
Wordfast专业豪华版
配合可选插件，与Wordfast专业版整合，可以进行无限制批处理、多个文档中出现的高频段抽取以及自动翻译记忆管理。
Wordfast服务器
安全的翻译记忆服务器应用程序——无论译者在世界哪一角落，均可实时共享翻译记忆。
Wordfast网络版（测试版）*
基于浏览器的翻译记忆工具——译者可将翻译记忆储存在中央服务器上，每个用户可创立有密码保护的私人区域。这样便可以不拘地点，只要能打开浏览器的地方，就可以打开工作项目，使用Wordfast。

## 支持的源文件格式
Wordfast经典版可以处理以下格式：任何微软Word可以读取的格式，包括纯文本文件，Word文档（doc）， 微软Excel（XLS），PowerPoint（PPT），富文本格式（RTF）以及带标签的RTF与HTML。它不直接支持OpenOffice格式，因为微软Word的当前版本没有针对OpenOffice文档的导入过滤器。
Wordfast专业版可以处理Word文档（doc），微软Excel（XLS），PowerPoint（PPT），HTML，XML，ASP，JSP，Java和InDesign（INX）。

## 支持的翻译记忆和词汇表格式
Wordfast经典版与Wordfast专业版的翻译记忆格式，都是简单的制表符分隔的文本文件，可以在文本编辑器中打开并编辑。Wordfast还可以导入和导出TMX文件，与其他主要商业机辅工具进行交流翻译记忆。
单个翻译记忆中最多可存储1百万个单位。翻译记忆和词汇表的语序可以颠倒，这样可以随时切换源语和目标语。
Wordfast可以利用基于服务器的翻译记忆，并从机器翻译工具（包括谷歌在线翻译工具）中检索数据。
Wordfast的词汇表格式是简单的制表符分隔文本文件。Wordfast专业版还可以导入TBX文件。
词汇表的最大记录值是25万条，但只有前3.2万行可以在搜索过程中显示。

## 文档
Wordfast经典版的用户完全使用手册可以从Wordfast网站上下载。网站还提供免费培训和在线培训视频。
大家可以在Wordfast网站上找到在线帮助网页，以及视频教程。
若购买授权，可享受一年期免费技术支持。一年后，用户若想继续使用享受技术服务，须再半价支付。

### 用户群组
- Wordfast经典版雅虎群组 （页面存档备份，存于）
- Wordfast专业版雅虎群组